# 花山站 (黄海南道)
花山站（朝鲜语：화산역；）曾为朝鲜铁路黃海青年線和內土線上的一个车站，位于黄海南道载宁郡，启用及废止时间不明。